# Hans Joachim Köhler (Musikwissenschaftler)
Hans Joachim Köhler (* 1936 in Leipzig) ist ein deutscher Musikwissenschaftler.
Köhler studierte an der Martin-Luther-Universität Halle-Wittenberg Musikerziehung und Anglistik. Zunächst war er als Assistent an der Universität Greifswald tätig. 1963 wechselte er an die Universität Leipzig. Er arbeitete hauptsächlich auf dem Gebiet der künstlerischen Praxis. 1979 erhielt er eine Dozentur und 1992 wurde er zum Professor für Musikpädagogik in Leipzig ernannt. 1999 wurde er emeritiert.
Als Leipziger Schumann-Forscher gab er die 30-bändige Urtextausgabe der Klavierwerke Robert Schumanns bei der Edition Peters heraus. Neben zahlreichen Artikeln zu ästhetischen und biographischen Aspekten zu Robert und Clara Schumann hat er zwei die Schumanns betreffende Monographien veröffentlicht:
- Alltag und Kunst – Das Domizil der Schumanns in der Leipziger Inselstraße, Altenburg, 2004 (Kamprad Verlag)
- Robert und Clara Schumann – Ein Lebensbogen, Altenburg 2006 (Kamprad Verlag)

1978 erhielt Hans Joachim Köhler den Robert-Schumann-Preis der Stadt Zwickau.